# Hassan Sesay
Hassan Sesay, född 22 oktober 1987 i Sierra Leone, är en sierraleonsk fotbollsspelare.